# Psychoda antennalis
Psychoda antennalis är en tvåvingeart som först beskrevs av Samuel Wendell Williston  1896.  Psychoda antennalis ingår i släktet Psychoda och familjen fjärilsmyggor. Inga underarter finns listade i Catalogue of Life.